# Gerasim (Popović)
Gerasim (Popović), svjetovno ime Zoran, episkop gornjokarlovački, rođen 15. II. 1972. godine u selu Gornje Liplje kod Teslića, BiH. Završio je bogosloviju "Sveta Tri jerarha" u manastiru Krki, a potom Moskovsku duhovnu akademiju.
Kao učenika trećeg razreda bogoslovije zamonašio ga je sadašnji mitropolit dabrobosanski Nikolaj. U čin đakona rukopoložen je na Svetog Arhangela Mihaila 1991, a u čin jeromonaha rukopoložio ga je mitropolit zagrebačko-ljubljanski i sve Italije Jovan 5. listopada 1998. Te godine postaje iguman manastira Krke.
Na manastirsku slavu Sv. Arhangela 2003. godine episkop   dalmatinski Fotije odlikuje ga činom arhimandrita. Kao starješina manastira Krke zalagao se za obnovu manastira i bogoslovije "Sveta Tri jerarha", u kojoj je i predavao od njenog obnavljanja 2001. godine. Uspio je oko sebe okupiti mlado bratstvo.
Za episkopa gornjokarlovačkog hirotoniran je 25. VII. 2004. godine, a rukopoloženje je izvršio Njegova svetost patrijarh srpski gospodin Pavle u manastiru Gomirje.
Izvor: 
- Eparhija gornjokarlovačka  Arhivirana inačica izvorne stranice od 23. siječnja 2005. (Wayback Machine)